# Kentuckyskogssångare
Kentuckyskogssångare (Geothlypis formosa) är en fågel i familjen skogssångare inom ordningen tättingar. Den häckar i östra USA och flyttar vintertid till Västindien, Centralamerika och allra nordligaste Sydamerika.

## Utseende och läten
Kentuckyskogssångaren är en rätt stor (12-14 cm) och kortstjärtad skogssångare. Den känns i alla dräkter igen på enhetligt olivgrön ovansida, gul undersida, en mörk ögonmask som svänger ner mot bröstet och gula, trekantiga glasögon. Sången består av ett rullande "prrreet" som upprepas cirka sex gånger, lik både karolinagärdsmyg och rödkronad piplärksångare men fylligare utan tydligt definierade stavelser. Lätet beskrivs som ett lågt och ihåligt "chup" och i flykten hörs korta, elektriska "drrt".

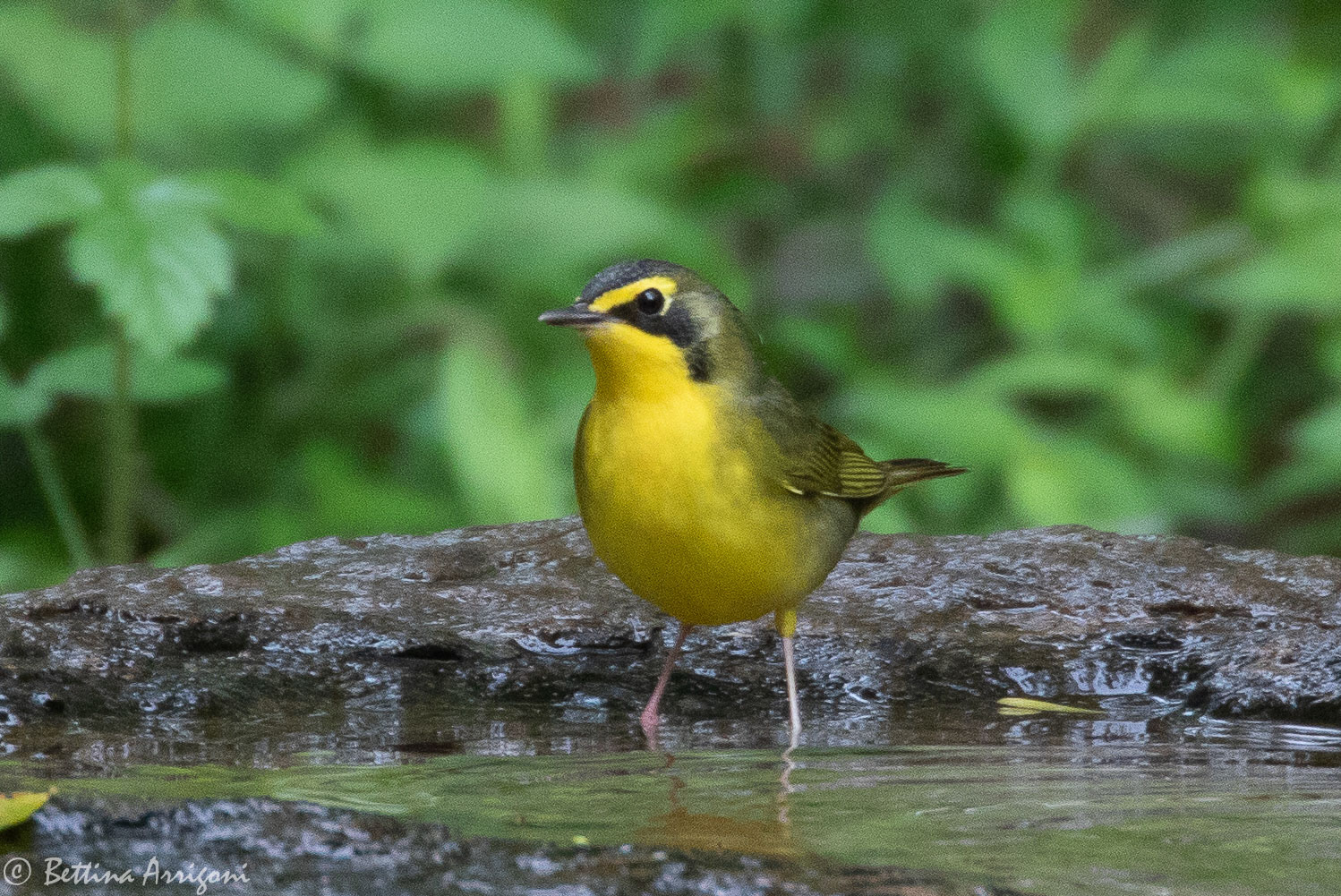

## Utbredning och systematik
Kentuckyskogssångaren häckar i östra USA och övervintrar från Mexiko till nordvästra Sydamerika. Tillfälligt har den påträffats på Jamaica. Kentuckyskogssångaren är en av få skogssångare i östra Nordamerika som ännu inte påträffats i Europa. Den behandlas som monotypisk, det vill säga att den inte delas in i några underarter.

### Släktestillhörighet
Tidigare placerades arten i släktet Oporornis, men DNA-studier visar att arterna i släktet inte är varandras närmaste släktingar. Kentuckyskogssångaren står närmare gulhakarna i Geothlypis än typarten för Opororonis, connecticutskogssångare och förs numera allmänt dit.

## Levnadssätt
Kentuckyskogssångaren hittas i tät och skuggig undervegetation i högrest lövskog, ofta i fuktiga raviner och flodbottnar. Födan består huvudsakligen av insekter och andra leddjur, framför allt små spindlar. Den häckar huvudsakligen mellan maj och augusti, med äggläggning i juni–juli.

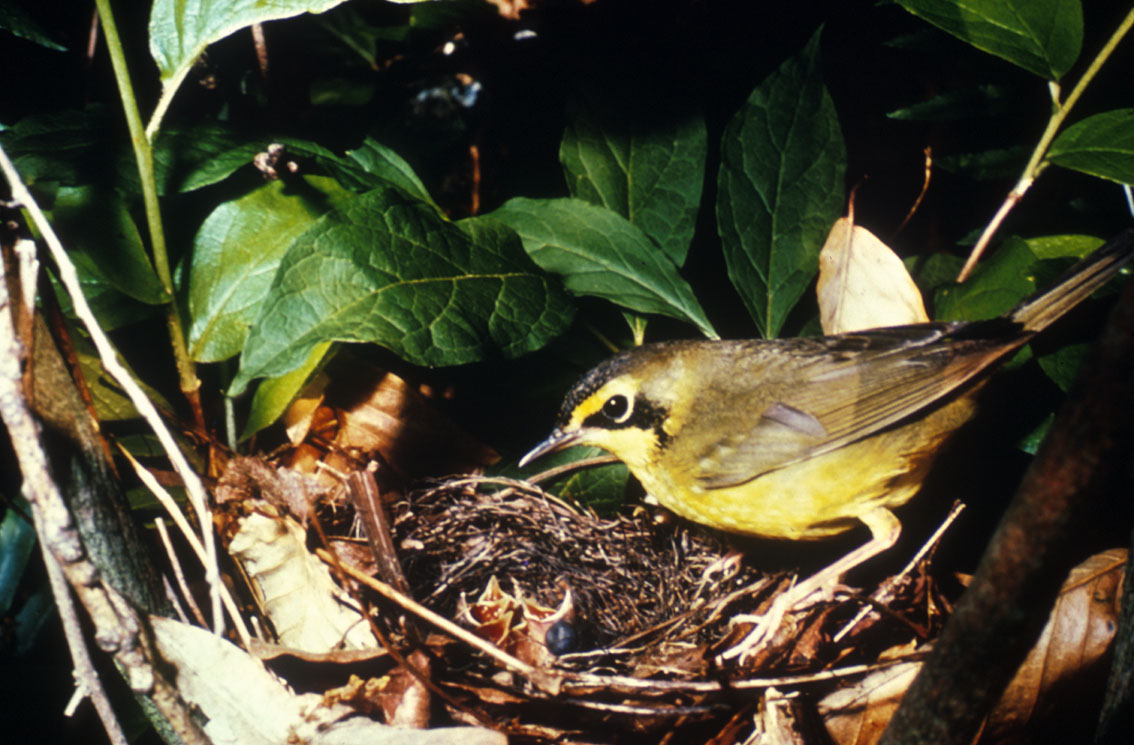
Kentuckyskogssångare vid bo.

## Status och hot
Arten har ett stort utbredningsområde och en stor population, men tros minska i antal, dock inte tillräckligt kraftigt för att den ska betraktas som hotad. Internationella naturvårdsunionen IUCN kategoriserar därför arten som livskraftig (LC). Beståndet uppskattas bestå av 2,6 miljoner häckande individer.

## Namn
Fågeln har fått sitt namn efter att typexemplaret samlades in i delstaten Kentucky, faktiskt den enda av skogsångarna med liknande namn som faktiskt häckar i området (de övriga är connecticutskogssångare, nashvilleskogssångare och tennesseeskogssångare).